# Pez de Star Wars
Un PEZ de Star Wars es un dispensador de caramelos PEZ inspirado en las películas de Star Wars, y es una de las ofertas de comercialización más destacadas de la compañía. Se lanzaron al mercado más de 90 dispensadores distintos desde 1997 hasta 2022, entre los muchos coleccionables generados por la franquicia.
El extremo interés de los ejecutivos de marketing en todo lo relacionado con Star Wars ha generado un interés académico en los "medios de fantasía que se materializan", como estos dispensadores PEZ. También ha llevado a varios museos a presentar recuerdos de Star Wars en sus exhibiciones y/o tiendas de regalos, así como a la atención de los medios sobre este fenómeno.

## En exhibiciones de museos y tiendas de regalos
En los últimos años, varios museos de los Estados Unidos han presentado PEZ de Star Wars en sus exhibiciones y/o tiendas de regalos. Se exhiben porque son clásicos americanos. A pesar de la "popularidad y estatus de culto" de los dispensadores, la fábrica original del fabricante en Austria no ofrece recorridos ni vende recuerdos con formas extravagantes. Solo en enero de 2012, este grupo de dispensadores se exhibió de manera destacada en la nueva sede norteamericana de la compañía en Orange, Connecticut : un diario de viaje escribió: "La compañía ha estado fabricando cabezas de plástico caricaturescas durante 60 años, representando todo, desde Star Wars hasta presidentes de  EE.UU. o al camaleón de Geico".
El Museo Histórico de Clayton, en Clayton, California, inauguró una nueva exhibición sobre la historia de la fabricación de dulces en enero de 2012 que presentaba estos dispensadores.
Se han destacado PEZ con personajes de Star Wars en el Museo de Star Wars en Maryland. Los dispensadores de Star Wars PEZ se muestran en un sitio web de fans, que los describe como "Candy Heads de 1980".
El Pacific Science Center vendió PEZ en una exhibición popular sobre "Star Wars".
Estos dispensadores se encontraban entre los "más vendidos" en la tienda de regalos del Museo Burlingame de PEZ Memorabilia, en las afueras de San Francisco . El museo también exhibió "una gran cantidad de Star Wars PEZ", en pantallas de plexiglás . Este "santuario no oficial" de los coleccionables no está afiliado a PEZ Candy, Inc., y el fabricante demandó al museo de Burlingam en 2009 por infracción de derechos de autor. Había una notoria escultura gigante de PEZ de C-3PO y Chewbacca enfrascados en un beso ficticio. Desde diciembre de 2019, el museo está cerrado.
Otro museo de PEZ en Easton, Pensilvania, también ha destacado sus recuerdos de Star Wars, ("Por supuesto, tuvimos que incluir los dispensadores de PEZ de Star Wars"), incluida una estatuilla de Darth Vader de gran tamaño. A principios de 2012, este museo parece haber cerrado al público. 

## Otras influencias
El "dispensador de PEZ de la princesa Leia" de Carrie Fisher es uno de los "horrores comerciales" que analiza en su programa unipersonal Wishful Drinking .
Estos dispensadores de caramelos aparecen de manera destacada en la película de fans ganadora del premio Emmy 2010, Star Wars Uncut .
Los PEZ de Star Wars tienen un efecto parecido a una droga de entrada para algunos coleccionistas jóvenes. Un fanático de los dispensadores de PEZ comenzó su enorme colección de figuritas de Star Wars a la edad de tres años. Otro fan llama a los dispensadores de PEZ generalmente "una 'droga de entrada' al coleccionismo incondicional". Los PEZheads que compran nuevos dispensadores colocan con frecuencia "Star Wars" en primer lugar en sus listas de compras.

## Cronología de lanzamientos
Cinco Star Wars PEZ fueron lanzados en 1997:
- Darth Vader[31]
- Yoda[32]
- Chewbacca (primera versión)[33]
- C-3PO[34]
- Stormtrooper (primera versión)[35]

Cuatro Star Wars PEZ se lanzaron en 1998 antes del estreno del 19 de mayo de 1999 de Star Wars: Episodio I - La amenaza fantasma :
- Luke Skywalker[37]
- Princesa Leia[38]
- Wicket el Ewok[39]
- Boba Fett[40]

También se lanzó en 1999 un juguete que funciona con baterías de Jar Jar Binks.
Tres Star Wars PEZ fueron lanzados en 2002 para el estreno de Star Wars: Episodio II - El ataque de los clones :
- Jango Fett[42]
- Clone Trooper[43]
- R2-D2[44]

En 2003, PEZ lanzó tres dispensadores de Star Wars de cristal coleccionables de edición limitada:
- Darth Vader
- Yoda
- C-3PO

Se lanzaron 14 PEZ gigantes en 2005 para "conmemorar" Star Wars: Episodio III - La venganza de los Sith :
- Darth Vader
- Clone Trooper
- R2-D2
- C-3PO
- Estrella de la Muerte
- Chewbacca
- Yoda
- General Grievous
- Emperador Palpatine
- Darth Vader (Metal)
- Yoda (Crystal)
- C-3PO (Metal)
- Chewbacca (Bronze)
- General Grievous (Pearl)

PEZ también lanzó cinco dispensadores de tamaño estándar en 2005 para el estreno de la película Star Wars: Episodio III - La venganza de los Sith :
- Emperador Palpatine[46]
- General Grievous[47]
- Estrella de la muerte (primera versión)[48]
- Chewbacca (segunda versión)[49]
- Emperador Palpatine (brillo en la oscuridad), a Walmart exclusive[2][50]

Walmart lanzó un juego de regalo exclusivo de edición limitada en 2005 que contenía nueve dispensadores de Star Wars PEZ que antes estaban disponibles individualmente. Ese mismo año, PEZ también lanzó los mismos nueve dispensadores en un conjunto especial de edición limitada numerada.
- Estrella de la muerte (primera versión)
- Boba Fett
- General Grievous
- Emperador Palpatine (brillo en la oscuridad)
- Darth Vader
- R2-D2
- Chewbacca (segunda versión)
- Yoda (segunda versión)
- C-3PO

Para el lanzamiento animado de 2009 de Star Wars: The Clone Wars (película), PEZ lanzó tres dispensadores:
- Obi-Wan Kenobi[53]
- Anakin Skywalker[54]
- Ahsoka[55]

PEZ lanzó dos dispensadores en 2012 para el lanzamiento en 3D de Star Wars: Episodio I – La amenaza fantasma : 
- Darth Maul[56]
- Yoda (segunda versión)[57]

Dos PEZ de Star Wars fueron lanzados en 2013:
- Boba Fett relanzado y repintado (con la base verde)[30][58]
- Darth Vader gigante[59]

En 2015 se lanzaron cuatro PEZ de Star Wars de cristal de edición limitada en una lata de regalo:
- Crystal Darth Vader
- Crystal Yoda
- Crystal C-3PO
- Crystal R2-D2

En 2016, se lanzó una lata de regalo de Rogue One que contenía cuatro dispensadores:
- Stormtrooper (relanzamiento de la primera versión)
- Death Trooper
- Darth Vader (segunda versión, lanzada originalmente en 2015)[62]
- Estrella de la muerte (segunda versión, diseño actualizado)

De 2016 a 2017, se lanzaron siete PEZ individuales para Star Wars: El despertar de la fuerza y Rogue One :
- BB-8[63]
- First Order Stormtrooper[64]
- Kylo Ren (primera versión)[65]
- Porg[66]
- Guardia Pretoriana[67]
- Rey (Star Wars) (primera versión, base gris)[68]
- Stormtrooper Executioner[69]

En 2017, se lanzó una lata de regalo Millennium Falcon que contiene cuatro dispensadores:
- Rey (Star Wars) (primera versión, con base gris)
- BB-8
- Han Solo (primera versión)
- Chewbacca (relanzamiento, segunda versión)

Para el estreno en cines de 2018 de Solo: una historia de Star Wars, se lanzó una lata de regalo que contenía cuatro dispensadores:
- Chewbacca (tercera versión)
- Han Solo (segunda versión)
- Lando Calrissian
- L3-37

También se lanzó un BB-8 gigante en 2018.
En 2019, para celebrar el estreno de The Mandalorian, PEZ se asoció con Funko para producir siete dispensadores de Star Wars similares a la línea de figuras de vinilo Pop!:
- Boba Fett navideño[73]
- Boba Fett[74]
- Bossk[75]
- Logray[76]
- Lando[77]
- Ponda Baba[78]
- Snaggletooth[79]

Para la temporada navideña de 2019, se lanzó una lata de regalo de edición limitada de la cual se produjeron "solo 75,000 latas", con cuatro dispensadores, para Star Wars: El ascenso de Skywalker :
 First Order Stormtrooper (relanzamiento de la versión de 2017) 
- Kylo Ren (segunda versión, máscara roja rota)
- Sith Trooper
- Jet Trooper

Para el estreno en cines de 2019 de Star Wars: El ascenso de Skywalker, se lanzaron cuatro dispensadores:
- D-O[81]
- Rey (Star Wars) (segunda versión, base blanca)[82]
- Kylo Ren (segunda versión, máscara roja rota)[83]
- Sith Trooper[84]

PEZ lanzó seis nuevos dispensadores en 2020:
- Darth Vader (gigante, acabado metal)[85] para conmemorar el 40 aniversario de Star Wars: Episodio V - El Imperio contraataca
- El Mandaloriano set de regalo[86] que contiene:
  - Grogu (en mini base)
  - Din Djarin
- Grogu (base de altura normal)[87]
- Din Djarin (en lata de regalo)[88]
- Funko set de regalo[89] containing:
  - Din Djarin
  - Grogu

En 2021, PEZ lanzó los dos primeros Star Wars PEZ Clips, un nuevo formato de base corta "para llevar". Estos se vendieron en un paquete de 2 que incluye:
- Grogu
- Din Djarin

Durante noviembre de 2022, PEZ lanzó seis nuevos dispensadores, incluida una lata de regalo, para coincidir con el debut de Din Djarin y Grogu en Star Wars: Galaxy's Edge, en Disneyland Park .
- Boba Fett (nueva pintura y pique en el casco)[92]

- Set de regalo de El Mandaloriano con cuatro dispensadores:[93]
  - Din Djarin (versión 2020)
  - Grogu (en su cochecito)
  - Fennec Shand
  - Boba Fett (versión 2022)
- Dos PEZ de Navidad exclusivos de Walmart:[94]
  - Grogu (con “Galaxy's Greetings” en blanco sobre base roja)
  - Grogu (con “Merry Force Be With You” en blanco sobre base roja)